# Nemoria outina
Nemoria outina là một loài bướm đêm trong họ Geometridae.